# Константинова, Светлана Фёдоровна
Светлана Фёдоровна Константинова (Йонсен) (укр. Світлана Фёдоровна Константинова; род. 6 января 1975 года, Сумы, СССР) — советская, украинская и норвежская конькобежка, участница зимних Олимпийских игр 1998 года, чемпионка Украины в спринтерском многоборье, 17-кратная рекордсменка Украины. мастер спорта Украины международного класса.

## Биография
Светлана Константинова начала кататься на коньках в возрасте 8-ми лет в Сумах. Она оказалась талантливым конькобежцем и уже в 14 лет её приняли ученицей в Идрицкую школу в Киеве. Светлана продолжала прогрессировать и сразу после распада Советского Союза в 1992 году успела выступить на чемпионате Украины среди юниоров, на чемпионате России в спринте и на чемпионате СНГ в спринтерском многоборье, а уже через год стала чемпионкой Украины среди юниоров.
В 1994 году Константинова дебютировала на чемпионате Европы, где стала 19-й в сумме многоборья. Незадолго до зимних Олимпийских игр в Лиллехаммере она выиграла Северные европейские юношеские игры на трёх дистанциях и многоборье, но на Олимпиаду не попала, так как федерация Украины не получила квоту. В 1995 году на чемпионате Европы заняла 19-е место, после чего выиграла чемпионат Украины в спринте и в марте на чемпионате мира в классическом многоборье финишировала 23-й.
В том же 95-м Светлана переехала в Норвегию, но выступала за сборную Украины. В январе 1996 года на чемпионате Европы, стала 16-й в сумме многоборья. В феврале на чемпионате мира в классическом многоборье заняла 22-е место, а также победила в финале Кубка Норвегии в многоборье. В 1997 году заняла 22-е место на чемпионате Европы и 26-е на чемпионате мира в классическом многоборье. Также участвовала на Зимней Спартакиаде Украины и заняла 1-е место в беге на 3000 м, а на остальных дистанциях была в призах. 
В 1998 году Светлана участвовала на своих первых зимних Олимпийских играх в Нагано, где выступала на дистанциях 3000 и 1500 м и заняла соответственно 30-е и 33-е места. В том году также участвовала на Кубке мира и на Кубке Норвегии, а в марте на чемпионате мира в классическом многоборье поднялась на 24-е место. В том же году завершила карьеру спортсменки. Она продолжала поддерживать себя тренировками по 42 часа в неделю и в 2007 и 2010 годах становилась бронзовым призёром на чемпионате мира среди мастеров. Светлана продолжает и в настоящее время участвовать в соревнованиях мастеров в Норвегии.

## Личная жизнь и карьера политика
Светлана Константинова вышла замуж за политика Тора Йонсена в Норвегии и теперь носит его фамилию. Позже они развелись. У неё есть сын и дочь Анна-Мария. Она была активным политиком консервативной "Партии прогресса" с 2015 года и представителем коммуны в Рингсейкере. С 2017 по 2021 год была избранный депутатом от фюльке Хедмарк. С началом российского вторжения в Украину в 2022 году у неё осталась фирма в городе Сумы и она пытается, как волонтёр круглосуточно помочь жителям Украины.